# Isocytidine
L'isocytidine est un nucléoside synthétique dont la base nucléique est l'isocytosine et l'ose est le β-D-ribofuranose. C'est un isomère de la Cytidine dans lequel les groupes amine et carbonyle sont intervertis :

Isocytidine
Cytidine

L'isocytidine peut former une paire de bases Watson-Crick avec l'isoguanosine, et est utilisée en laboratoire dans l'étude d'analogues d'acides nucléiques synthétiques contenant des paires de bases isoguanine-isocytosine,.